# مدل آی‌اس-ال‌ام

با حرکت منحنی IS به سمت راست، نرخ بهره (i) افزایش یافته و گسترش در اقتصاد «واقعی» (تولید ناخالص داخلی حقیقی یا Y) می‌شود.

مدل آی‌اس-ال‌ام یا مدل هیکس-هانسن از مهم‌ترین منحنی‌های علم اقتصاد در شاخهٔ اقتصاد کلان است که در کوتاه‌مدت و در یک اقتصاد بسته، رابطهٔ بین نرخ بهره و بازار دارایی را نشان می‌دهد. این مدل از تقاطع منحنی‌های «سرمایه‌گذاری-پس‌انداز» (IS) و «رجحان نقدینگی-عرضهٔ پول» (LM) حاصل شده و یک «تعادل عمومی» را نشان می‌دهد. در این تعادل منحنی LM تعادل در بازار پول را نشان می‌دهد و منحنی IS تعادل در بازار کالا را بر می‌گیرد. مدل IS-LM اثر شوک‌های مختلف تقاضا (از جمله سیاست پولی و سیاست مالی) را بر تولید نشان می‌دهد و در نتیجه توضیحی از تغییرات درآمد ملی در کوتاه‌مدت، زمانی که قیمت‌ها ثابت یا چسبنده هستند، ارائه می‌دهد. از این رو، این مدل می‌تواند به عنوان ابزاری برای پیشنهاد سیاست‌های مناسب مورد استفاده قرار گیرد. این مدل همچنین در مدل‌های جامع‌تری همچون مدل AD-AS، به عنوان یکی از اجزای سازندهٔ بخش تقاضای اقتصاد استفاده می‌شود.
این مدل توسط جان هیکس در سال ۱۹۳۷ توسعه یافت، و بعداً توسط آلوین هانسن، به عنوان بازنمایی ریاضی نظریهٔ اقتصاد کلان کینزی گسترش پیدا کرد. این چارچوب بین دههٔ ۱۹۴۰ و اواسط دههٔ ۱۹۷۰، پیشرو تجزیه و تحلیل اقتصاد کلان بود. هرچند امروزه پذیرفته شده که این مفهوم ناقص است و برای همین عمدتاً در تدریس سطوح پیشرفتهٔ اقتصادی و تحقیقات اقتصاد کلان مورد استفاده نیست، اما هنوز هم یک ابزار مقدماتی آموزشی مهم در اکثر کتاب‌های درسی اقتصاد کلان دوره کارشناسی است.
حالت میانهٔ کینز منحنی IS و نظریهٔ رجحان نقدینگی منحنی LM را شرح می‌دهد. از منحنی‌های IS و LM الگوی IS-LM به دست می‌آید که به کمک ان، منحنی تقاضای کل را تفسیر می‌کنیم. منحنی تقاضای کل بخشی از الگوی عرضه کل و تقاضای کل است که اقتصاددانان برای توضیح و تفسیر نوسانات کوتاه مدت اقتصادی از ان استفاده می‌کنند.
منحنی IS مکان هندسی ترکیبات مختلفی از نرخ بهره و درآمد است که بازار کالاها و خدمات را به تعادل می‌رساند و منحنی LM نیز مکان هندسی ترکیبات مختلفی از نرخ بهره و درآمد است که بازار پول را به تعادل می‌رساند.

## منحنی آی-اس (سرمایه‌گذاری-پس‌انداز)

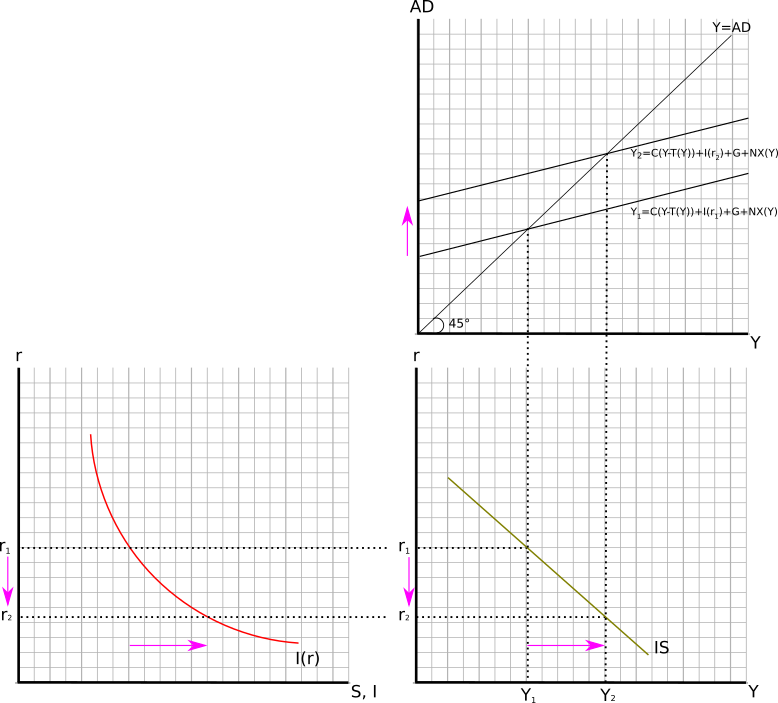
منحنی IS که توسط تعادل در بازار سرمایه و نمودار متقاطع کینزی نشان داده شده است.

منحنی IS رابطه علیت را از نرخ بهره به سرمایه‌گذاری برنامه‌ریزی‌شده و سپس به درآمد ملی و تولید نشان می‌دهد.
برای منحنی سرمایه‌گذاری-پس‌انداز، متغیر مستقل نرخ بهره و متغیر وابسته سطح درآمد است. منحنی IS به صورت نزولی رسم شده است که نرخ بهره r در محور عمودی و GDP (تولید ناخالص داخلی: Y) در محور افقی قرار دارد. منحنی IS نشان دهنده مکانی است که در آن کل مخارج (مخارج مصرف‌کننده + سرمایه‌گذاری خصوصی برنامه‌ریزی شده + خریدهای دولتی + صادرات خالص) با کل تولید (درآمد واقعی، Y یا تولید ناخالص داخلی) برابر است.